# 日本精神保健福祉連盟
公益社団法人日本精神保健福祉連盟（にほんせいしんほけんふくしれんめい）は、日本の精神保健に関する社団。1953年（昭和28年）に日本精神衛生連盟として設立された。昭和45年に社団として認可を受ける。昭和61年に日本精神保健連盟に変更、平成9年に現団体名となる。

## 事業
次の事業を行う。
1. 精神保健福祉諸団体との相互連絡と事業調整
2. 精神障害者スポーツの振興事業
3. 精神保健福祉全国大会の開催及び精神保健福祉事業功労者の表彰
4. 世界精神保健連盟との提携
5. 精神保健福祉に関する広報
6. 精神保健福祉に関する調査研究
7. 精神保健福祉に関する資料の収集及び情報の交換

## 社員
以下の団体が社員として加盟している。
- 公益財団法人日本精神衛生会
- 公益社団法人日本精神科病院協会
- 公益財団法人復光会
- 公益財団法人矯正協会
- 一般社団法人全国精神保健福祉連絡協議会
- 公益社団法人全日本断酒連盟
- 一般社団法人日本精神科看護協会
- 公益社団法人アルコール健康医学協会
- 公益社団法人日本精神神経科診療所協会
- 公益社団法人日本精神保健福祉士協会
- 全国手をつなぐ育成会連合会